# Irisbus Midway
Irisbus Midway je model meziměstského midibusu vyráběného firmou Irisbus mezi lety 2004 a 2007. Dálková varianta se nazývá Irisbus Midys – hlavním rozdílem mezi linkovou variantou Midway a dálkovým modelem Midys byl stupeň výbavy, lišilo se ale také umístění druhých dveří, které má dálková varianta situovány až za zadní nápravou.

## Výroba a provoz
Irisbus Midway byl představen v červnu 2004 na veletrhu Autotec v Brně. Koncernový podvozek MidiRider byl vyráběn v Barceloně a následná kompletace pak probíhala v budapešťském závodu Ikarus.
Suverénně největším odběratelem midibusů Midway a Midys se stala Francie, kam doputovalo celkem 188 vozů. 60 midibusů se prodalo do České republiky a na Slovensko, 28 do Belgie, souhrnně 16 pak putovalo na německý a rakouský trh. Další 3 kusy skončily v Maďarsku a po jednom voze odebrali dopravci na Islandu a ve Španělsku. Jeden předváděcí vůz zamířil ještě do Litvy. Celkem tak bylo vyrobeno celkem 298 vozů Midway a Midys.
Dodávky
| Stát             | Dopravce            | Počet vozů |
| ---------------- | ------------------- | ---------- |
| Belgie           | –                   | 28         |
| Česko            | ADOSA               | 2          |
| Česko            | BODOS bus           | 10         |
| Česko            | BORS Břeclav        | 1          |
| Česko            | ČAD Blansko         | 6          |
| Česko            | Cvinger bus         | 1          |
| Česko            | ČSAD Frýdek-Místek  | 3          |
| Česko            | ČSAD MHD Kladno     | 1          |
| Česko            | ČSAP Nymburk        | 1          |
| Česko            | KRODOS bus          | 1          |
| Česko            | Ligneta             | 1          |
| Česko            | Policie ČR          | 1          |
| Česko            | VYDOS bus           | 2          |
| Francie          | –                   | 188        |
| Island           | –                   | 1          |
| Litva            | –                   | 1          |
| Maďarsko         | –                   | 3          |
| Rakousko Německo | –                   | 16         |
| Slovensko        | Corex               | 1          |
| Slovensko        | SAD Žilina          | 16         |
| Slovensko        | SAD Banská Bystrica | 5          |
| Slovensko        | Tempus-Trans        | 1          |